# 職業訓練指導員 (寝具科)
職業訓練指導員 (寝具科)（しょくぎょうくんれんしどういん しんぐか）は、職業訓練指導員免許のうちの1つ。厚生労働省管轄。

## 受験資格
職業訓練指導員免許の受験資格と試験免除を参照。寝具製作技能士の保有者など。

## 試験科目

### 学科試験
1. 指導方法（職業訓練原理、教科指導法、訓練生の心理、生活指導及び職業訓練関係法規）
2. 関連学科
  1. 系基礎学科
    1. 裁縫知識（裁縫工程 裁縫用具 見積り）
    2. 縫製法（縫製法 縫製用材料）
    3. 安全衛生（安全管理 衛生管理）

  2. 専攻学科
    1. 寝具科学（寝具 寝具科学 寝具美学 寝具用材料）
    2. 縫製法（寝具縫製法 綿入法）

### 実技試験
1. 寝具製作